# تام فنهوت
 تام فنهوت (انگلیسی: Tom Vanhoudt؛ زادهٔ ۲۸ ژوئیهٔ ۱۹۷۲) یک تنیس‌باز اهل بلژیک است. 